# Millie Bright
Millie Bright (Chesterfield, 21 d'agost de 1993) és una futbolista anglesa que juga com a defensora al Chelsea, i a la selecció d'Anglaterra. Anteriorment va jugar a Doncaster Belles, Leeds Ladies i va representar Anglaterra a les categories inferiors.
Bright va ser nomenada Vauxhall England Jugadora Jove de l'Any el 2016. Amb el Chelsea, va guanyar tres títols de lliga el 2015, 2017-18 i 2019-20, així com la FA Women's Cup 2015 i 2017-18. El 2020, va ajudar al club a guanyar el Community Shield de la FA del 2020.
Bright va ser nomenada a l'equip de l'any de la PFA per a les temporades 2017-18 i 2019-20. Els anys 2020 i 2021, va ser nomenada al FIFA FIFPro Women's World11.